# アイルランド銀行
アイルランド銀行（アイルランドぎんこう、英: Bank of Ireland、愛: Banc na hÉireann）は、アイルランドで最古の銀行である。1783年のアイルランド議会での議決により設立した。

## 歴史
アイルランド銀行は、アイルランドの最も古い銀行で、継続的に営業している銀行である（1950年、1966年、1970年、1976年のストライキによる4回の閉鎖を除く）。

### 年表
- 1781年：アイルランド銀行法がアイルランド議会で可決される[1][1]。
- 1783年6月25日：アイルランド銀行がメリーズ・アビー（ダブリン、カペル通りの外れ）に、以前はチャールズ・ブレイクニーが所有していた民家で営業を開始[3]。
- 1808年6月6日：アイルランド銀行がダブリン2区カレッジ・グリーンに移転[3]。
- 1864年：アイルランド銀行が初めて預金の利息を支払う[3]。
- 1926年：アイルランド銀行がナショナルランド銀行の支配権を握った[3]。
- 1948年：F・G・ホール著『アイルランド銀行 1783年 - 1946年』がホッジス・フィギス（ダブリン）とブラックウェルズ（オックスフォード）の共同で出版された[4]。
- 1958年：ハイベルニアン銀行を引き継ぐ[3]。
- 1965年：1835年にダニエル・オコンネルによって設立された国立銀行は、アイルランドとイギリスに支店を持っていた[5]。アイルランド支店はアイルランド銀行に買収され、一時的にアイルランド国立銀行として運営した後、アイルランド銀行に統合された[6]。イギリスの支店はウィリアムズ＆グリンズ銀行に買収された[3]。
- 1983年：アイルランド銀行創立100周年記念。記念切手が発行された。『アイルランドの詞華集』の出版を依頼された[7]。
- 1995年：アイルランド銀行がファースト・ニューハンプシャー銀行とスコットランド王立銀行のシチズンズ・ファイナンシャル・グループを合併[8]。
- 1996年：アイルランド銀行が自社ブランドを維持するブリストル＆ウェストを8億8,282万ユーロで買収[9]。
- 1999年：アライアンス＆レスターとの合併協議が行われた後、中止となった[10]。
- 2000年：アイルランド銀行がチェース・デ・ヴェールを買収することが発表された[11]。
- 2002年：アイルランド銀行が米投資顧問のイリディアンを買収し、資産運用事業の規模を倍増させた[12]。
- 2005年：アイルランド銀行がブリタニア住宅金融組合へのブリストル・ウェスト支店およびダイレクト・セービング（コンタクトセンター）の売却を完了[13]。
- 2008年：ムーディーズ・インベスターズ・サービスは、アイルランド銀行の見通しを「安定的」から「否定的」に変更した。ムーディーズは、資産の質の低下と、より厳しい経済環境がアイルランド銀行の収益性に与える影響を懸念していると指摘し、その後株価は暴落した[14]。
- 2009年：アイルランド政府は2月にアイルランド銀行とアライド・アイリッシュ銀行に対して70億ユーロの救済策を発表した[15]。アイルランド史上最大の銀行強盗事件は、カレッジ・グリーンのアイルランド銀行で起きた。経営コンサルティング会社のオリバー・ワイマンは、2011年3月までの3年間でアイルランド銀行の不良債権を60億ユーロと検証した。数ヶ月のうちに10億ユーロ近くを超えた不良債権である[16][17]。
- 2010年：欧州委員会は、アイルランド政府の国家支援を受けた後、アイルランド資産管理銀行、ニューアイルランド保険、ICS住宅金融組合、米国外為事業、アイルランド信用局と米国資産管理会社の株式の処分を命じる[18]。
- 2011年：証券サービス事業部をノーザン・トラストに売却[19][20]。
- 2013年：アイルランド銀行は、より多くの準備金を保持する必要性と「住宅ローンの資金調達コストの増加」を引用して、イングランド銀行の金利を追跡する住宅ローンの金利を2倍以上にする（4年間安定していた）。ブローカーのジョン・シャルコルのレイ・バルジャーによって「住宅ローンの評判を粉々にして撃った」と描写されており、それにもかかわらずアイルランド銀行は郵便局を通じて競争力の高い住宅ローンを提供し続けていた[21]。
- 2014年：欧州中央銀行への銀行振込の規制[22]。アイルランド銀行が再度黒字化となった[3]。
- 2015年：英国アイルランド銀行と保険会社のAAが金融面での提携を発表[3]。
- 2017年：アイルランド銀行グループ公開有限会社を設立し、グループの上場親会社となる[3]。

### 政府系銀行員としての役割
アイルランド銀行はアイルランドの中央銀行ではない（アイルランド中央銀行は1943年に設立された）。これはアイルランド自由国としての独立（1922年）時点での経緯によるものであり、当時のアイルランド経済は英国経済及び英国ポンドに完全に依存しており、アイルランド政府は1927年通貨法により1928年から独自の「自由国ポンド」の製造を開始したものの、その交換比率は長らく英国ポンドと固定されたものであった。
この経緯があり、民間企業であるアイルランド銀行はその立場上、単なるいち商業銀行であるだけでなく、預金管理機関や信用機関として、中央銀行としての機能を果たした。アイルランド銀行は、長らくアイルランド政府の財務会計を運営し、19世紀と同様にファイナリティ（最終決済能力）を持つバンクノート（通貨）の発行者としての役割を果たしていた。1922年のアイルランド自由国設立から1971年12月31日まで、アイルランド銀行はアイルランド政府の銀行であった。

### 本部所在地

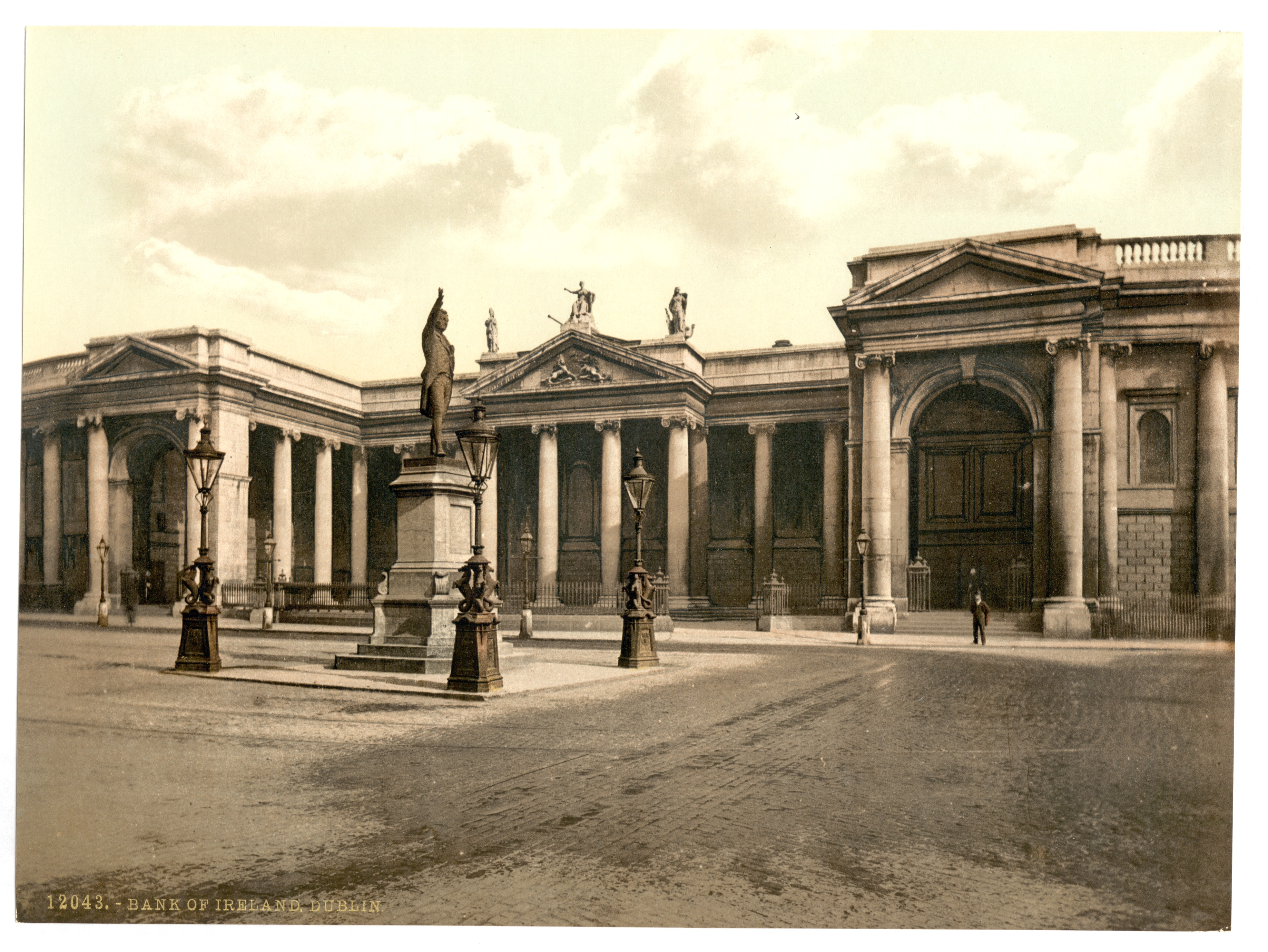
アイルランド銀行旧本部（カレッジ・グリーン）

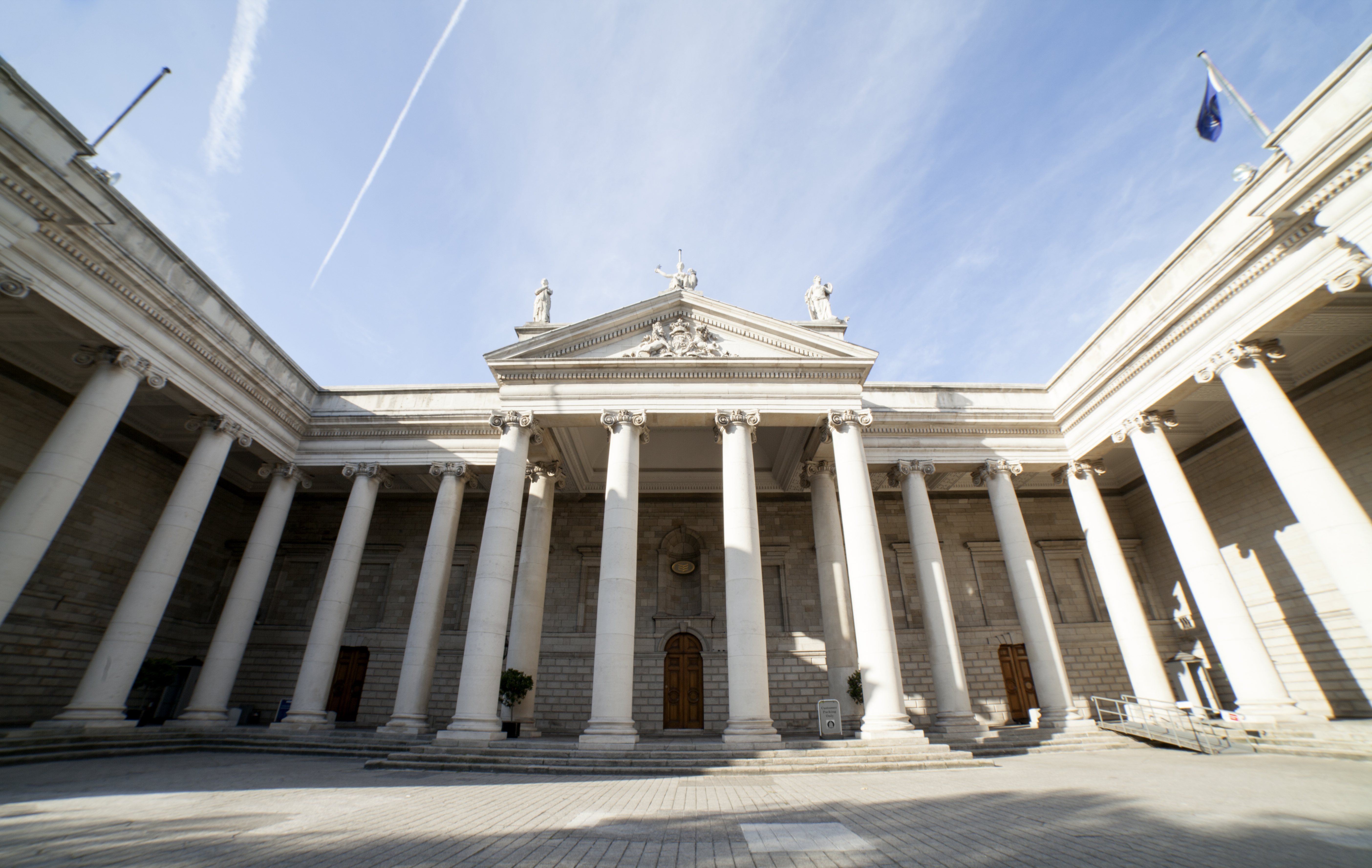
アイルランド銀行旧本部の中庭（カレッジ・グリーン）

1970年代までの銀行の本部は、ダブリンのカレッジ・グリーンにある国会議事堂だった。この建物は、1729年にエドワード・ロベット・ピアース卿がアイルランド議会を収容するために設計したもので、世界初の両院制議会用の建物だった。アイルランド銀行は、ウェストモアランド通り、フリート通り、カレッジ通り、ドリア通り（現在はウェスティンホテルが入居）に囲まれた敷地に、ジョン・ソーン卿が設計した建物を建設することを計画していた。しかし、1800年の合同法の施行後、1803年に新たに廃止された国会議事堂がアイルランド銀行に買収されたため、この計画は中止された。旧国会議事堂は現在も現役支部として続いている。今日でも、旧本部ビルの中にあるアイルランド貴族院の会議室を見学することができる。アイルランド共和国の近代議会であるウラクタスは、現在ダブリンのレンスターハウスに入居している。2011年、アイルランド政府は、カレッジ・グリーンの国会議事堂を文化の場として使用するための会場として取得する案を打ち出した。
1970年代には、ダブリン2区のローワー・バゴット通りにある近代的な建物（現在はミエシアン・プラザとして知られている）に本部を移転した。フランク・マクドナルドが著書『Destruction of Dublin（ダブリンの破壊）』で指摘しているように、これらの本部が建設されると、世界の銅価格が高騰する原因となった。
2010年には、メスピル通りにあるより小さな本部に移転し、2020年現在も続いている。

## 銀行業務

### アイルランド
アイルランドの個人、商業、工業、農業の各分野で幅広い金融サービスを提供している。これらには、当座預金サービス、当座貸越、中長期貸出し、住宅ローン、国際資産融資、リース、分割払いクレジット、債務融資、外国為替施設、金利・為替レートヘッジ手段、執行人・受託者サービスが含まれる。

### 国際業務
ダブリンに本部を置き、アイルランド全域で事業を展開している。また、北アイルランドでも事業を展開しており、ポンド紙幣を独自に印刷している。イギリスでは、1996年にブリストルとウェスト住宅金融組合の買収により、銀行は大きく拡大した。また、アイルランド銀行は、英国全土の英国郵便局や保険会社のAA Savingsにも金融サービスを提供している。その他の地域での事業は、主にフランス、ドイツ、スペイン、アメリカ合衆国でサービスを提供しているアイルランド銀行コーポレート・バンキングが行っている。

## 紙幣
アイルランド銀行は中央銀行ではないが、イギリスではスターリング・ポンド紙幣の発行権を持っている。 ダブリンに本店を置く一方で、北アイルランドにも事業を展開しており、アイルランド分割前からの紙幣印刷の法的権利を保持している。これらはスターリング・ポンド紙幣で、イングランド銀行券と同じ価値であり、旧アイルランド ・ポンドの紙幣とは異なる。アイルランド銀行券の裏面には、アイルランド銀行のロゴが描かれており、その下には北アイルランドの6つの県のうちの1つを表す紋章が並んでいる。その下には、ラテン語のモットーである「Bona Fides Reipublicae Stabilitas（信仰は国家の礎）」に囲まれたヒベルニアの坐像が描かれている。2008年4月に発行された現行の5ポンド、10ポンド、20ポンド紙幣は、すべて裏面にオールド・ブッシュミルズ蒸留所のイラストが描かれている。2008年以前は、すべてのアイルランド銀行券の裏面にはクイーンズ大学ベルファストのイメージが描かれていた。
紙幣の種類の主な違いは、色と大きさである。
- 5ポンド紙幣：ブルー
- 10ポンド紙幣：ピンク
- 20ポンド紙幣：グリーン
- 50ポンド紙幣：ブルーグリーン

アイルランド銀行は、アイルランドで独自の紙幣を発行したことはない。1927年の通貨法第60条では、アイルランドの銀行が銀行券を発行する権利はなくなったが、1929年から1953年にかけて、同法に基づくすべての「株主銀行」が発行する共通のデザインの「連結銀行券」が発行された。これらの紙幣は法定通貨ではなかった。

## 論争

### マイケル・ソーデン
マイケル・ソーデンは2004年5月29日、銀行のコンピュータから会社の方針に反するわいせつな素材が見つかったことが発覚し、グループの最高責任者を突然辞任した。ソーデンは個人的な声明を発表し、信奉する説明責任、透明性、開放性の高い環境での高水準の誠実さと行動は、アイルランド銀行に恥をかかせることになると説明した。

### ノートパソコン盗難
2008年4月には、2007年6月から10月にかけて、顧客1万人分のデータが入ったノートパソコン4台が盗まれたことが発表された。顧客情報には、名前、住所、銀行の詳細、医療、年金の詳細が含まれていた。盗難は当初警察に報告されたが、銀行の上層部がこの問題を知ったのは内部監査で盗難が発覚した後の2008年2月で、2008年4月中旬までデータ保護委員会とアイルランド中央銀行に助言しなかった。また、機密データを保護するために暗号化をしていなかったことも明らかになった。その後、影響を受けた7つの支店の詳細と初動の対応についてのプレスリリースを発表したが、同月下旬には、31,500件の顧客記録が影響を受け、支店数が増加したことを確認した。

### 銀行強盗
2009年2月27日、ダブリンの犯罪組織がカレッジ・グリーンにあるアイルランド銀行本店から700万ユーロを盗んだと報じられた。アイルランド史上最大規模の強盗事件で、従業員の交際相手の女性と母親、母親の5歳の孫娘が銃を突きつけられて人質にされた。警察（ガーダ）は翌日に6人を逮捕し、180万ユーロを回収した。アイルランド銀行の広報担当者は「この事件に巻き込まれた職員とその家族の安全と福祉を最優先に考え、銀行のあらゆるサポートサービスを利用できるようにしている」と述べた。

### パレスチナ関連の決算
アイルランド銀行はパレスチナを危機国とみなし、アイルランド・パレスチナ連帯キャンペーンの口座を閉鎖した。シン・フェイン党のメアリー・ルー・マクドナルドは「パレスチナの人々への非道な侮辱」と呼んだ。